# Cryptochilus dubius
Espèce
Cryptochilus dubius est une espèce fossile d'insecte hyménoptère de la famille des Pompilidae et dans le genre Cryptocheilus car Cryptochilus est un synonyme de Cryptocheilus.

## Classification
L'espèce Cryptochilus dubius est décrite en 1939 par l'entomologiste français Louis Émile Piton (1909-1945) et le paléontologue français Nicolas Théobald (1903-1981).

### Étymologie
L'épithète spécifique dubius signifie en latin « doute ».

## Description
Ce fossile est représenté en partie par l'empreinte (ailes), en partie par le moule en creux (thorax), ou par le moule en relief (tête, abdomen). Le grain de la pierre calcaire est assez grossier et il en résulte que de nombreux détails ne sont pas visibles.

### Caractères
La tête largement transversale déborde sur le thorax. Elle est arrondie sur les côtés, où l'on voit deux saillies correspondant sans doute aux yeux, qui seraient alors de forme ovale et à peine échancrés. Vers le milieu, on observe l'empreinte des ocelles. Les antennes ne sont pas visibles.
Le thorax est ovale, un peu allongé, assez robuste. L'abdomen est fort, de forme régulièrement ovale, légèrement étiré en pointe à l'avant et à l'arrière ; 5 segments sont visibles. Des fragments des pattes II et III se voient sur le côté de l'abdomen. Les tibias sont fortement velus.
Les ailes droites sont en partie conservées.

### Dimensions
Longueur totale : 21 mm.

### Affinités
L'allure générale est celle des Vespidés. On n'observe aucun étranglement entre le 1er et le 2e segment abdominal comme c'est le cas dans les Pompilidés et les Sapigydés. Dans cette dernière famille, les yeux sont fortement échancrés à leur bord interne, les pattes III sont courtes et dépourvues d'épines. Notre échantillon ne présente pas ces caractères, c'est pourquoi il convient de le ranger parmi les Pompilidés.

## Biologie
Le gisement peut être rapproché de celui d'Aix-en-Provence, par le mélange d'une faune paléarctique et d'une faune subtropicale.

### Publication originale
- [1939] L. Piton et N. Théobald, « Poissons, Crustacés et Insectes fossiles de l'Oligocène du Puy-de-Mur (Auvergne) », Mémoires de la Société des Sciences de Nancy, vol. 4,‎ 1939, p. 11-47, 28 fig., 2 planches. .